# ريان بيترسون
ريان بيترسون (بالإنجليزية: Ryan Peterson)‏ هو لاعب كرة قدم أسترالي، ولد في 19 يونيو 1996 في أستراليا. لعب مع خيالة فرجينيا ‏.

## وصلات خارجية
- ريان بيترسون على موقع قاعدة بيانات كرة القدم.إي يو (الإنجليزية)